# Marcello Hernandez
Marcello Andrés Hernández-Gonzáles, född 19 augusti 1997 i Miami, är en amerikansk komiker, skådespelare och manusförfattare. Sedan 2022 är han en del av skådespelarensemblen i sketchprogrammet Saturday Night Live.
Han har kubansk och dominikansk bakgrund och har ofta använt sin kulturella identitet som inspiration i sitt komik. År 2019 avlade han en examen från  John Carroll University i University Heights, Ohio i entreprenörskap och kommunikation. Efter examen flyttade han till New York för att inleda en karriär inom ståuppkomik.